# PITPNB
PITPNB (англ. Phosphatidylinositol transfer protein beta) – білок, який кодується однойменним геном, розташованим у людей на короткому плечі 22-ї хромосоми. Довжина поліпептидного ланцюга білка становить 271 амінокислот, а молекулярна маса — 31 540.
| 10         |  | 20         |  | 30         |  | 40         |  | 50         |
| ---------- |  | ---------- |  | ---------- |  | ---------- |  | ---------- |
| MVLIKEFRVV |  | LPCSVQEYQV |  | GQLYSVAEAS |  | KNETGGGEGI |  | EVLKNEPYEK |
| DGEKGQYTHK |  | IYHLKSKVPA |  | FVRMIAPEGS |  | LVFHEKAWNA |  | YPYCRTIVTN |
| EYMKDDFFIK |  | IETWHKPDLG |  | TLENVHGLDP |  | NTWKTVEIVH |  | IDIADRSQVE |
| PADYKADEDP |  | ALFQSVKTKR |  | GPLGPNWKKE |  | LANSPDCPQM |  | CAYKLVTIKF |
| KWWGLQSKVE |  | NFIQKQEKRI |  | FTNFHRQLFC |  | WIDKWIDLTM |  | EDIRRMEDET |
| QKELETMRKR |  | GSVRGTSAAD |  | V          |  |            |  |            |

A: Аланін

C: Цистеїн

D: Аспарагінова кислота

E: Глутамінова кислота

F: Фенілаланін

G: Гліцин

H: Гістидин

I: Ізолейцин

K: Лізин

L: Лейцин

M: Метіонін

N: Аспарагін

P: Пролін

Q: Глутамін

R: Аргінін

S: Серин

T: Треонін

V: Валін

W: Триптофан

Кодований геном білок за функцією належить до фосфопротеїнів. 
Задіяний у таких біологічних процесах, як транспорт, ацетилювання, альтернативний сплайсинг. 
Білок має сайт для зв'язування з ліпідами. 
Локалізований у цитоплазмі, апараті гольджі.